# Somebody Up There Likes Me (canción)
"Somebody Up There Likes Me" es una canción escrita por el músico británico David Bowie para su álbum de soul de 1975, Young Americans. Con una duración de 6 minutos y 36 segundos, es la canción más larga del álbum.

## Composición y producción
La canción fue adaptada desde "I Am Divine", una toma descartada grabada por the Astronettes, la banda de coristas de Bowie para The 1980 Floor Show. A pesar de que el título fue tomado de la película biografía del boxeador Rocky Graziano, Somebody Up There Likes Me (1956).
Con una duración de 6 minutos y 36 segundos, es la canción más larga del álbum, sin embargo, una toma descartada de la canción "John, I'm Only Dancing (Again)" superaba los 7 minutos. Es también una de las canciones con más palabras de Bowie, con arreglos de coros complejos.
Somebody Up There Likes Me fue uno de los títulos de trabajo del álbum, junto con The Young American, Shilling the Rubes, Dancin, One Damn Song, The Gouster y Fascination.
"Somebody Up There Likes Me" fue grabada por primera vez en agosto de 1974 en los estudios Sigma Sound, junto con otros títulos, tales como "Young Americans", "After Today", "John, I'm Only Dancing (Again)", "Who Can I Be Now?", "It's Gonna Be Me" y "Can You Hear Me?" (también conocida como "Take It In, Right").
Más overdubs para "Somebody Up There Likes Me" y "Right" fueron grabadas en los estudios Record Plant en diciembre de 1974, junto con las nuevas canciones "Fascination" y "Win". Tony Visconti produjo las sesiones junto con Harry Maslin como ingeniero de sonido.
Una versión temprana de la canción de los estudios  Sigma Sound, fue publicada en The Gouster, como parte de la caja recopilatoria de 2016, Who Can I Be Now? (1974–1976).

## Versiones en vivo
- Una interpretación en vivo durante la tercera etapa de la gira, grabada en octubre de 1974, fue publicada en 2020, en I'm Only Dancing (The Soul Tour 74).[5]

## Créditos
Créditos adaptados desde las notas del álbum.
- David Bowie – voz principal y coros
- Carlos Alomar – guitarra eléctrica
- Mike Garson – piano, sintetizador
- David Sanborn – saxofón
- Willie Weeks – bajo eléctrico
- Andy Newmark – batería
- Luther Vandross, Robin Clark, Ava Cherry – coros